# Frank Newton (golfista)
Francis Clement Newton, detto Frank (Washington, 3 gennaio 1874 – Greenwich, 3 agosto 1946), è stato un golfista statunitense.

## Carriera
Newton partecipò ai Giochi olimpici di Saint Louis 1904, dove vinse una medaglia di bronzo nel torneo individuale di golf e una medaglia d'argento nel torneo a squadre.

## Palmarès
In carriera ha conseguito i seguenti risultati:
- Giochi olimpici

St. Louis 1904: una medaglia di bronzo nel torneo individuale di golf e una medaglia d'argento nel torneo a squadre.